# Jaime Martín Delgado
Jaime Martín Delgado (Santander, Cantàbria, 1 de setembre, 1965), és flautista i director d'orquestra espanyol.
Al desembre de 2020 va actuar en una retransmissió on line dirigint a l'Orquestra Simfònica del Principat d'Astúries (OSPA), i a la pianista Lise de la Salle des de l'Auditori d'Oviedo, en un concert a Fa major per a piano i orquestra.

## Premis i reconeixements
- Premis Nacional de Música 2022, a la categoria d'Interpretació.[3][4]